# فنتون (ایلینوی)
فنتون (به انگلیسی: Fenton) یک منطقهٔ مسکونی در ایالات متحده آمریکا است که در شهرستان وایتساید، ایلینوی واقع شده‌است. فنتون ۱۸۸٫۹۸ متر بالاتر از سطح دریا واقع شده‌است.